# 블라디미르 프렐로그
블라디미르 프렐로그(영어: Vladimir Prelog, ForMemRS, 1906년 7월 23일 ~ 1998년 1월 7일) 박사는 크로아티아계 스위스의 화학자이다. 1975년 유기분자와 유기반응의 입체화학을 연구한 공로로 노벨 화학상을 수상했다.

## 학력
- ~1929년: 프라하 체코 공과대학원 화학과 (박사)

## 수상 경력
- 1964년 : 마르셀 베노이스트상
- 1967년 : 데비 메달
- 1974년 : 파울 카러 황금 메달
- 1975년 : 노벨 화학상